# عبد الكريم دالي
عبد الكريم دالي  ولد في 21 نوفمبر 1914 بتلمسان وتوفي في 21 فبراير 1978 بالجزائر العاصمة، ويعد من أبرز شيوخ الموسيقى الجزائرية التقليدية، خاصةً الحوزي والغرناطي. كان مغنياً وعازفاً متمكناً للرباب والعود.

## حياته
وُلد في تلمسان عام 1914 لعائلة جزائرية من أصول تركية استقرت هناك خلال الحكم العثماني. اكتشف موهبته الموسيقية الشيخ عمر بقشي، الذي درّبه على أسس الموسيقى الأندلسية. واصل تعليمه الموسيقي مع عبد السلام بن ساري، ثم الشيخ يحيى بندالي المتخصص في موسيقى الغرناطي. أتقن العزف على عدة آلات، مثل المندولين، الكمان، الناي، وأخيرًا العود. انضم إلى فرقة العربي بن ساري وقدم أغاني لأم كلثوم ومحمد عبد الوهاب، ثم تابع مسيرته مع رضوان بن ساري، وبعدها انضم إلى فرقة الشيخة تتمة.
سجّل أول موال له عام 1930، وتبعه بعشرين أسطوانة أخرى مع شركة "ألجيريافون" في 1938. واصل عروضه مع فرقة إذاعة الجزائر بقيادة محمد فخرجي، وأصبح عضوًا دائمًا بها في 1952. ساهم أيضًا في توثيق الموسيقى الأندلسية عبر تسجيل نوبات مدرسة تلمسان.

## وفاته
توفّي في 20 فبراير 1978 بمنزله في حيدرة، ودفن بمقبرة سيدي يحيى بالجزائر العاصمة.